# Nahr al-Kabir al-Janoubi
Nahr al-Kabir, cunoscut și în Siria ca al-Nahr al-Kabir al-Janoubi (în arabă النهر الكبير الجنوبي, lit. marele râu sudic, spre deosebire de Nahr al-Kabir al-Shamali) sau în Liban pur și simplu Kebir, este un râu din Siria și Liban care se varsă în Marea Mediterană la Arida. Râul are o lungime de 77,8 km (48,3 mi) și drenează un bazin hidrografic de 954 km2 (368 mi2). 
Izvoarele sale se află la izvorul Ain as-Safa din Liban și curge prin Homs Gap.
Râul formează partea de nord a frontierei dintre Liban și Siria. În antichitate, râul era cunoscut sub numele de Eleutherus (în greacă Ελεύθερος Eleutheros, Ελευθερίς Eleuteris lit. liber). Ea a definit granița dintre imperiile Seleucid și Ptolemeic în cea mai mare parte a secolului al III-lea î.Hr.
Râul este menționat de Iosephus Flavius și în 1 Macabei 11:7 și 12:30.